# Sui iuris
Sui iuris of sui juris is een Latijnse uitdrukking die letterlijk van eigen recht zijn betekent, dus zelfstandig bepaalde rechtshandelingen kunnen stellen, een rechtspersoon zijn.  In het oude Rome werd ze gebruikt voor iemand die niet onderworpen was aan de potestas van een ander, in het bijzonder voor wie niet aan de patria potestas (vaderlijke macht) was onderworpen. Het omgekeerde is alieni iuris.
In een Romeinse familie was alléén de pater familias (de vader van de familie) sui iuris: zolang de pater familias leefde, waren zijn kinderen alieni iuris: onderworpen aan zijn gezag. Door emancipatio kon een vader ervoor zorgen dat zijn zoon al eerder sui iuris was.
Tegenwoordig wordt het gebruikt in de betekenis van zelfstandig, onafhankelijk.
In de Katholieke Kerk worden sommige missiegebieden aangeduid als missiegebieden sui iuris. Zo telt de Katholieke Kerk in 2008 negen van dergelijke gebieden:
1. Afghanistan
2. Bakoe in Azerbeidzjan
3. Kaaimaneilanden
4. Funafuti in Tuvalu
5. Sint-Helena, Ascension en Tristan da Cunha in Sint-Helena
6. Tadzjikistan
7. Tokelau
8. Turkmenistan
9. Turks- en Caicoseilanden.

Ook de oosters-katholieke kerken worden aangeduid als Kerken sui iuris.